# Henri III (duc de Bavière)
Pour les articles homonymes, voir Henri III.
Henri III, surnommé le Jeune, né vers 940 et mort le 5 octobre 989, était le premier duc de Carinthie de 976 à 978 et à nouveau de 983 jusqu'à sa mort. Il fut également duc de Bavière de 983 à 985.

## Biographie
Le seul fils du duc Berthold de Bavière et de son épouse Bieltrude, Henri appartenait à la descendance du margrave Léopold († 907). Bien que son père était un soutien fidèle de la dynastie des Ottoniens, le roi Othon Ier n'inféode pas son fils mineur Henri III de son duché à sa mort en 947, mais il préfère y nommer comme duc son propre frère Henri Ier qui s'était marié à Judith, une fille du duc Arnulf le Mauvais. 
Ayant été dépossédé de son duché de Bavière patrimonial, la compensation n'arrive qu'en 976 lorsque Henri le Jeune reçoit en compensation le duché de Carinthie nouvellement créé et la marche de Vérone des mains de l'empereur Otton II. Toutefois, au cours des querelles de l'ancien duc Henri le Querelleur deux ans plus tard, il doit les céder au neveu de l'empereur Othon de Worms, issu de la dynastie franconienne. 
À la mort d'Otton II en 983, Henri le Jeune réussit à récupérer ses fiefs. Il est brièvement investi de la Bavière et de la Carinthie avec la marche véronaise de 983 à 985. En 985, il dut cependant céder la Bavière à Henri le Querelleur à la demande des impériatrices Adélaïde et Théophano.
Henri le Jeune meurt sans héritier en 989 ; c'était Henri le Querelleur qui lui succède en Carinthie et en Vérone.